# 加蚋站
加蚋站，位於臺灣臺北市萬華區東園，是臺北捷運萬大線（興建中）的捷運車站。站名取自古地名加蚋仔（台語:Ka-la̍h-á）。

## 車站概要
本站以加蚋之台羅拼音「Kalah」作為英譯站名，車站編號為LG04。站體設於東園街至長泰街的萬大路下方。

## 車站構造
地下3層車站，設有1座島式月台，4處出入口，2個無障礙電梯，2座通風井。

### 車站樓層
| 地面      | 出入口             | 出入口                                         |
| 地下 一樓 | 大廳層             | 車站大廳、詢問處、自動售票機、驗票閘門         |
| 地下 一樓 | 大廳層             |                                                |
| 地下 一樓 | 大廳層             | 洗手間                                         |
| 地下 三樓 | 一月台             | ← 萬大樹林線 往中正紀念堂方向（廈安站）        |
| 地下 三樓 | 島式月台，左側開門 |                                                |
| 地下 三樓 | 二月台             | 萬大樹林線 往莒光／迴龍方向（永和永平國小站）→ |

### 車站出口
| 出入口                      | 圖片 | 位置                                                                                         |
| --------------------------- | ---- | -------------------------------------------------------------------------------------------- |
| 出入口1                     |      | 天主教玫瑰堂、第一果菜批發市場、第一魚類批發市場、天主教光仁小學、萬大路387巷、萬大路        |
| 出入口2                     |      | 長泰街、萬大國小、萬大路                                                                     |
| 出入口3                     |      | 東園街、萬大路                                                                               |
| 出入口4                     |      | 東園街、長泰街、東園圖書館、東園派出所、雙園義消、東園國小、交通部公路總局、萬華健康服務中心 |
| 註： 設有電梯 \| 設有手扶梯 |      |                                                                                              |

## 歷史
- 本站於台灣日治時期曾於附近設有東園輕便車站，當時屬於台灣輕便鐵道管轄。戰後（1960年代）因公路興起而遭撤廢，迄今已無跡可尋。
- 2012年3月24日：萬華區公所召開車站命名會議，會議結論以東園萬大站、加蚋站、青年公園站為建議名稱，並提報捷運工程局評審小組審議。[2]
- 2017年2月12日：動工。

### 預計時程
- 2026年底：預定萬大-中和-樹林線第一期工程完工，預計2027年通車。

## 車站周邊
- 萬華火車站
- 臺北市萬華區東園國民小學
- 臺北市萬華區萬大國民小學
- 臺北市立圖書館東園分館
- 臺北市萬華區健康服務中心
- 保德公園
- 台北楊聖廟
- 堀仔頭
- 東園市場
- 交通部公路局
- 幸福公路館
- 台北東隆宮
- 華中橋
- 廣照宮
- 臺北市私立天主教光仁國民小學
- 臺北韓僑學校
- 青年公園
- 臺北市第一果菜批發市場
- 臺北農產運銷股份有限公司
- 華中河濱公園
- 馬場町紀念公園

## 轉乘交通

### 市區公車
|   | 公車站名     | 路線 |
| A | 華中河濱公園 | 重慶幹線,藍28,藍28繞駛環南市場,藍29,綠17,12,49.62,204,246,246預,260,630,673                                                                                |
| B | 果菜市場     | 重慶幹線,藍28,藍28繞駛環南市場,藍29,綠17,12,49.62,201,202,202區,204,246,246預,260,307(西藏路),307(莒光路),630,673,985                                      |
| C | 萬大國小     | 重慶幹線,藍28,藍28繞駛環南市場,藍29,綠17-往程,12,49.62,201,202,202區,204,205,212夜間公車-返程,212直-返程,246,246預,260,307(西藏路),307(莒光路),630,673,985 |
| D | 東園國小     | 藍28,藍28繞駛環南市場,綠17-返程 |
| E | 楊聖廟       | 38區 |
| F | 光仁國小     | 藍29,12,205-返程,212夜間公車-返程,212直-返程,630 |

### 公共自行車
臺北市公共自行車租賃系統
- 東園國小站
- 華江高中站
- 錦德公園站
- 青年公園站
- 長泰街52巷口

臺北市河濱自行車租借站
- 馬場町站

## 腳註

## 外部連結
- 臺北大眾捷運股份有限公司 （页面存档备份，存于）
- 臺北市政府捷運工程局 （页面存档备份，存于）